# Nicolas Ier de Mecklembourg-Werle
Pour les articles homonymes, voir Nicolas Ier.
Nicolas Ier de Mecklembourg-Werle, (en allemand Nikolaus Ier von Mecklenburg-Werle), né vers 1210, décédé le 14 mai 1277, est prince de Mecklembourg-Rostock de 1229 à 1234 et prince de Mecklembourg-Werle de 1234 à 1277.

## Famille
Fils de Henri II Borwin de Mecklembourg et de Christine de Suède (†1248), fille du roi Sverker II de Suède.

### Mariage et descendance
avant le 10 mars 1233, Nicolas Ier de Mecklembourg-Werle épousa Jutta d'Anhalt (1277), fille du prince Henri Ier d'Anhalt. Six enfants sont nés de cette union :
- Henri Ier de Mecklembourg-Werle-Güstrow, prince de Mecklembourg-Werle-Güstrow
- Bernard Ier de Mecklembourg-Werle, (†1286), prince de Mecklembourg-Werle
- Hedwige de Mecklembourg-Werle (†1287), en 1260 elle épousa le co-margrave Jean II de Brandebourg (†1281)
- Jean Ier de Mecklembourg-Werle-Parchim, prince de Mecklembourg-Werle-Parchim de 1277 à 1283
- Marguerite de Mecklembourg-Werle, elle épousa en 1248 le duc Barnim Ier de Poméranie (†1278), veuve, elle épousa le comte Maurice de Spielgelberg
- Une fille, elle épousa Albert Ier de Mecklembourg, fils de Jean Ier de Mecklembourg.

## Biographie
Lors du premier partage de la principauté de Mecklembourg en 1234, Nicolas Ier de Mecklembourg reçut Werle. Pendant la minorité de son frère, Henri Ier de Mecklembourg-Werle il assura la régence. Il est entrainé dans une guerre contre le margraviat de Brandebourg avec Barnim Ier le Bon de Poméranie et il perd dans ce conflit Perleberg, Wesenberg et Penzhin. Après le décès de son frère Pribislav Ier, il se vit attribuer Parchim, Plau et Goldberg. À sa mort, ses fils se partagèrent ses terres. Bernard Ier reçut Werle, Henri Ier Güstrow et Jean Ier Parchim.

## Généalogie
Nicolas Ier de Mecklembourg-Werle appartient à la seconde branche, cette lignée de Mecklembourg-Werle est issue de la première branche de la Maison de Mecklembourg. Cette seconde lignée s'éteignit avec le prince Guillaume de Mecklembourg-Werle-Güstrow en 1436.